# Mylo Xyloto Tour
Il Mylo Xyloto Tour è stata la quinta tournée mondiale del gruppo musicale britannica Coldplay, a supporto del quinto album in studio Mylo Xyloto.

## Descrizione
Il tour è partito il 31 maggio 2011 a Londra ed è terminato a Brooklyn il 31 dicembre 2012, dopo aver visitato quasi tutti i continenti. Nel corso della tournée svariati artisti hanno aperto per i Coldplay, tra cui Fedde Le Grand, Emeli Sandé, Marina and the Diamonds Rita Ora, Robyn e Charli XCX.

## Scaletta
La scaletta del tour è stata modificata rispetto a quella originale a partire dal 23 novembre 2011, quando si decise di inserire Paradise come canzone di chiusura prima dell'encore a causa del successo mondiale ottenuto da quest'ultimo; venne inoltre tolto il brano Life Is for Living in favore di What If.
Scaletta in uso dal 3 dicembre 2011:
1. Mylo Xyloto
2. Hurts Like Heaven
3. Yellow
4. In My Place
5. Major Minus
6. Lost!
7. What If
8. Violet Hill
9. God Put a Smile upon Your Face
10. The Scientist
11. Us Against the World
12. Politik
13. Viva la vida
14. Charlie Brown
15. Paradise

Encore
1. Clocks
2. Fix You
3. Every Teardrop Is a Waterfall

## Date del tour
| Data              | Città                | Stato                 | Luogo                                |
| Europa            | Europa               | Europa                | Europa                               |
| ----------------- | -------------------- | --------------------- | ------------------------------------ |
| 31 maggio 2011    | Londra               | Regno Unito           | The Forum                            |
| 3 giugno 2011     | Norimberga           | Germania              | Rock am Ring / Rock im Park          |
| 4 giugno 2011     | Nürburg              | Germania              | Nürburgring                          |
| 9 giugno 2011     | Mestre               | Italia                | Parco San Giuliano                   |
| 11 giugno 2011    | Landgraaf            | Paesi Bassi           | Pinkpop Festival                     |
| 25 giugno 2011    | Pilton               | Regno Unito           | Glastonbury Festival                 |
| 28 giugno 2011    | Göteborg             | Svezia                | Azaleadalen                          |
| 30 giugno 2011    | Gdynia               | Polonia               | Lotnisko Gdynia-Kosakowo             |
| 2 luglio 2011     | Werchter             | Belgio                | Rock Werchter                        |
| 3 luglio 2011     | Arras                | Francia               | Main Square Festival                 |
| 6 luglio 2011     | Oeiras               | Portogallo            | Passeio Marítimo de Algés            |
| 7 luglio 2011     | Bilbao               | Spagna                | Kobetamendi                          |
| 9 luglio 2011     | Kinross              | Regno Unito           | RAF Balado Bridge                    |
| 10 luglio 2011    | Naas                 | Irlanda               | Punchestown Racecourse               |
| 22 luglio 2011    | Londra               | Regno Unito           | iTunes Festival                      |
| Asia              |                      |                       |                                      |
| 29 luglio 2011    | Niigata              | Giappone              | Fuji Rock Festival                   |
| Oceania           |                      |                       |                                      |
| 31 luglio 2011    | Woodford             | Australia             | Woodfordia                           |
| Nord America      |                      |                       |                                      |
| 3 agosto 2011     | Los Angeles          | Stati Uniti d'America | Los Angeles Tennis Center            |
| 5 agosto 2011     | Chicago              | Stati Uniti d'America | Lollapalooza                         |
| 15 settembre 2011 | Austin               | Stati Uniti d'America | iTunes Festival                      |
| 16 settembre 2011 | Austin               | Stati Uniti d'America | Zilker Park                          |
| 20 settembre 2011 | New York             | Stati Uniti d'America | Ed Sullivan Theater                  |
| 21 settembre 2011 | Toronto              | Canada                | MuchMusic Studios                    |
| 24 settembre 2011 | Atlanta              | Stati Uniti d'America | Piedmont Park                        |
| Sud America       |                      |                       |                                      |
| 1º ottobre 2011   | Rio de Janeiro       | Brasile               | Parco degli Atleti                   |
| Africa            |                      |                       |                                      |
| 5 ottobre 2011    | Città del Capo       | Sudafrica             | Cape Town Stadium                    |
| 8 ottobre 2011    | Johannesburg         | Sudafrica             | FNB Stadium                          |
| Europa            |                      |                       |                                      |
| 26 ottobre 2011   | Madrid               | Spagna                | Las Ventas                           |
| 27 ottobre 2011   | Norwich              | Regno Unito           | UEA                                  |
| 31 ottobre 2011   | Parigi               | Francia               | La Cigale                            |
| 2 novembre 2011   | Colonia              | Germania              | E-Werk                               |
| 23 novembre 2011  | Oslo                 | Norvegia              | Sentrum Scene                        |
| 3 dicembre 2011   | Glasgow              | Regno Unito           | SEC Centre                           |
| 4 dicembre 2011   | Manchester           | Regno Unito           | Manchester Evening News Arena        |
| 6 dicembre 2011   | Londra               | Regno Unito           | Dingwalls                            |
| 9 dicembre 2011   | Londra               | Regno Unito           | The O2 Arena                         |
| 10 dicembre 2011  | Londra               | Regno Unito           | The O2 Arena                         |
| 14 dicembre 2011  | Parigi               | Francia               | Palazzo dello Sport di Parigi-Bercy  |
| 15 dicembre 2011  | Colonia              | Germania              | Lanxess Arena                        |
| 17 dicembre 2011  | Rotterdam            | Paesi Bassi           | Ahoy Rotterdam                       |
| 18 dicembre 2011  | Anversa              | Belgio                | Sportpaleis                          |
| 20 dicembre 2011  | Francoforte sul Meno | Germania              | Festhalle                            |
| 21 dicembre 2011  | Berlino              | Germania              | O2 World                             |
| Asia              |                      |                       |                                      |
| 31 dicembre 2011  | Abu Dhabi            | Emirati Arabi Uniti   | Volvo Ocean Race Destination Village |
| America del Nord  |                      |                       |                                      |
| 8 febbraio 2012   | Los Angeles          | Stati Uniti d'America | Club Nokia                           |
| 17 aprile 2012    | Edmonton             | Canada                | Rexall Place                         |
| 18 aprile 2012    | Calgary              | Canada                | Scotiabank Saddledome                |
| 20 aprile 2012    | Vancouver            | Canada                | Rogers Arena                         |
| 21 aprile 2012    | Vancouver            | Canada                | Rogers Arena                         |
| 24 aprile 2012    | Portland             | Stati Uniti           | Rose Garden                          |
| 25 aprile 2012    | Seattle              | Stati Uniti           | KeyArena                             |
| 27 aprile 2012    | San Jose             | Stati Uniti           | HP Pavilion                          |
| 28 aprile 2012    | San Jose             | Stati Uniti           | HP Pavilion                          |
| 1º maggio 2012    | Los Angeles          | Stati Uniti           | Hollywood Bowl                       |
| 2 maggio 2012     | Los Angeles          | Stati Uniti           | Hollywood Bowl                       |
| 4 maggio 2012     | Los Angeles          | Stati Uniti           | Hollywood Bowl                       |
| Europa            |                      |                       |                                      |
| 18 maggio 2012    | Porto                | Portogallo            | Stadio do Dragão                     |
| 20 maggio 2012    | Madrid               | Spagna                | Stadio Vicente Calderón              |
| 22 maggio 2012    | Nizza                | Francia               | Stadio Charles Ehrmann               |
| 24 maggio 2012    | Torino               | Italia                | Stadio Olimpico Grande Torino        |
| 26 maggio 2012    | Zurigo               | Svizzera              | Letzigrund                           |
| 29 maggio 2012    | Coventry             | Regno Unito           | Ricoh Arena                          |
| 1º giugno 2012    | Londra               | Regno Unito           | Emirates Stadium                     |
| 2 giugno 2012     | Londra               | Regno Unito           | Emirates Stadium                     |
| 4 giugno 2012     | Londra               | Regno Unito           | Emirates Stadium                     |
| 7 giugno 2012     | Sunderland           | Regno Unito           | Stadium of Light                     |
| 9 giugno 2012     | Londra               | Regno Unito           | Stadio di Wembley                    |
| 9 giugno 2012     | Manchester           | Regno Unito           | Etihad Stadium                       |
| 10 giugno 2012    | Manchester           | Regno Unito           | Etihad Stadium                       |
| America del Nord  |                      |                       |                                      |
| 22 giugno 2012    | Dallas               | Stati Uniti d'America | American Airlines Center             |
| 23 giugno 2012    | Dallas               | Stati Uniti d'America | American Airlines Center             |
| 25 giugno 2012    | Houston              | Stati Uniti d'America | Toyota Center                        |
| 26 giugno 2012    | Houston              | Stati Uniti d'America | Toyota Center                        |
| 28 giugno 2012    | Tampa                | Stati Uniti d'America | St. Pete Times Forum                 |
| 29 giugno 2012    | Miami                | Stati Uniti d'America | American Airlines Arena              |
| 2 luglio 2012     | Atlanta              | Stati Uniti d'America | Philips Arena                        |
| 3 luglio 2012     | Charlotte            | Stati Uniti d'America | Time Warner Cable Arena              |
| 5 luglio 2012     | Filadelfia           | Stati Uniti d'America | Wells Fargo Center                   |
| 6 luglio 2012     | Filadelfia           | Stati Uniti d'America | Wells Fargo Center                   |
| 8 luglio 2012     | Washington           | Stati Uniti d'America | Verizon Center                       |
| 9 luglio 2012     | Washington           | Stati Uniti d'America | Verizon Center                       |
| 23 luglio 2012    | Toronto              | Canada                | Air Canada Centre                    |
| 24 luglio 2012    | Toronto              | Canada                | Air Canada Centre                    |
| 26 luglio 2012    | Montréal             | Canada                | Bell Centre                          |
| 27 luglio 2012    | Montréal             | Canada                | Bell Centre                          |
| 29 luglio 2012    | Boston               | Stati Uniti d'America | TD Garden                            |
| 30 luglio 2012    | Boston               | Stati Uniti d'America | TD Garden                            |
| 1º agosto 2012    | Auburn Hills         | Stati Uniti d'America | The Palace of Auburn Hills           |
| 3 agosto 2012     | East Rutherford      | Stati Uniti d'America | Izod Center                          |
| 4 agosto 2012     | East Rutherford      | Stati Uniti d'America | Izod Center                          |
| 8 agosto 2012     | Chicago              | Stati Uniti d'America | United Center                        |
| 10 agosto 2012    | Saint Paul           | Stati Uniti d'America | Xcel Energy Center                   |
| 11 agosto 2012    | Saint Paul           | Stati Uniti d'America | Xcel Energy Center                   |
| Europa            |                      |                       |                                      |
| 28 agosto 2012    | Copenaghen           | Danimarca             | Parken Stadium                       |
| 30 agosto 2012    | Stoccolma            | Svezia                | Olympiastadion                       |
| 2 settembre 2012  | Saint-Denis          | Francia               | Stade de France                      |
| 4 settembre 2012  | Colonia              | Germania              | RheinEnergieStadion                  |
| 6 settembre 2012  | L'Aia                | Paesi Bassi           | Malieveld                            |
| 9 settembre 2012  | Londra               | Regno Unito           | London Stadium                       |
| 12 settembre 2012 | Monaco di Baviera    | Germania              | Olympiastadion                       |
| 14 settembre 2012 | Lipsia               | Germania              | Red Bull Arena                       |
| 16 settembre 2012 | Praga                | Repubblica Ceca       | Eden Aréna                           |
| 19 settembre 2012 | Varsavia             | Polonia               | Stadio nazionale di Varsavia         |
| 22 settembre 2012 | Hannover             | Germania              | AWD Arena                            |
| Oceania           |                      |                       |                                      |
| 10 novembre 2012  | Auckland             | Nuova Zelanda         | Mount Smart Stadium                  |
| 13 novembre 2012  | Melbourne            | Australia             | Etihad Stadium                       |
| 17 novembre 2012  | Sydney               | Australia             | Allianz Stadium                      |
| 18 novembre 2012  | Sydney               | Australia             | Allianz Stadium                      |
| 21 novembre 2012  | Brisbane             | Australia             | Suncorp Stadium                      |
| America del Nord  |                      |                       |                                      |
| 29 dicembre 2012  | Uncasville           | Stati Uniti d'America | Mohegan Sun Arena                    |
| 30 dicembre 2012  | Brooklyn             | Stati Uniti d'America | Barclays Center                      |
| 31 dicembre 2012  | Brooklyn             | Stati Uniti d'America | Barclays Center                      |